# Club de Deportes Green Cross
Club de Deportes Green Cross is een Chileense voetbalclub uit de hoofdstad Santiago. Ze werd landskampioen in 1945. In totaal speelde de club 43 seizoenen in de hoogste klasse.

## Geschiedenis

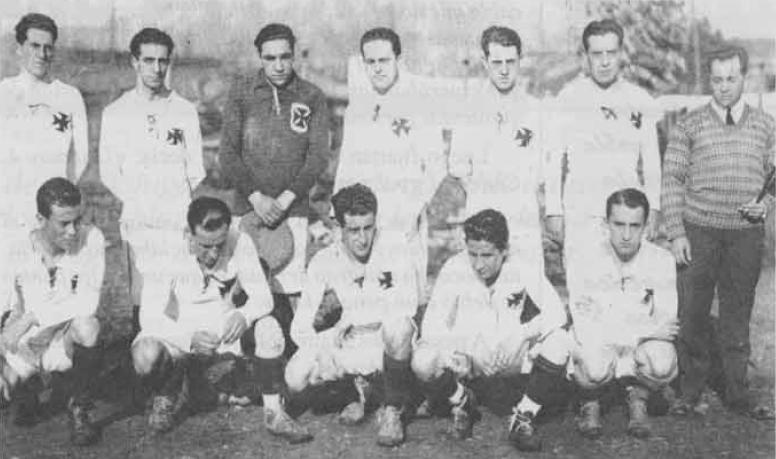
Green Cross in 1926

Green Cross was medeoprichter van de hoogste klasse in 1933 en eindigde dat jaar op een gedeelde laatste plaats met Santiago National. Het volgende seizoen eindigde de club niet veel beter en werd voorlaatste. De volgende vier seizoenen moest de club van op de zijlijn toekijken omdat de competitie met minder clubs gespeeld werd.
Bij de rentree in 1939 werd de club achtste op tien clubs. Een jaar later werd de vijfde plaats behaald. De volgende seizoenen ging de club op en neer in de middenmoot en werd in 1945 landskampioen. De club kon het succes niet verzilveren en de prestaties gingen in dalende lijn. In 1951 en 1952 werd de club laatste. Hierna herpakte de club zich en eindigde drie seizoenen op rij in de subtop. Na enkele seizoenen middenmoot degradeerde de club in 1958 ondanks het feit dat Rangers minder punten telde, het systeem was toen een gemiddelde van drie seizoenen.

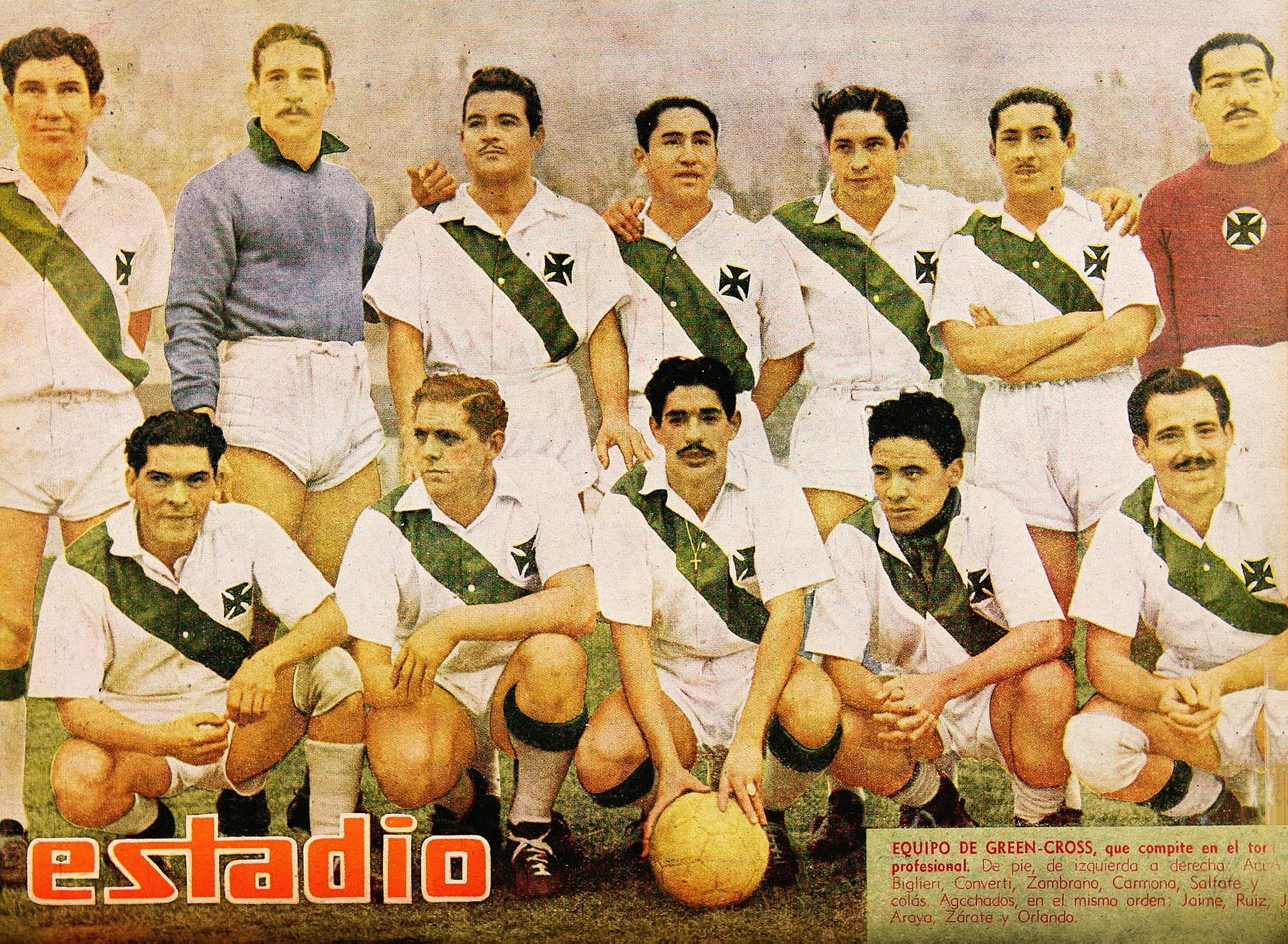
Green Cross in 1945

Na twee seizoenen afwezigheid keerde de club terug maar kon slechts twee seizoenen standhouden. Op 3 april 1961 kwamen acht voetballers en twee stafleden van de club om bij een vliegramp in het Andesgebergte. Green Cross degradeerde en keerde na één seizoen terug en kon het behoud verzekeren, in 1965 werd de club zesde. Hierna speelde de club in de middenmoot tot 1972 toen de vijfde plaats behaald werd. Green Cross bleef in de subtop spelen en werd zelfs nog vierde in 1975. De club bleef het nog behoorlijk doen maar werd dan laatste in 1980 en degradeerde opnieuw. De club keerde een laatste keer terug voor de seizoenen 1983 en 1984.
In 1965 fuseerde de club met Deportes Temuco en speelde tot 1984 verder onder de naam Green Cross Temuco. Toen werd de naam veranderd in Club de Deportes Temuco.

## Erelijst
- Primera División: 1945
- Segunda División: 1960, 1963